# 比爾格羅夫鎮區 (愛荷華州加斯里縣)
比爾格羅夫鎮區（英語：Bear Grove Township）是位於美國愛荷華州加斯里縣的一個行政鎮區。

## 地方資料
根據2010年美國人口普查的數據，比爾格羅夫鎮區的面積為92.84平方千米，當中陸地面積為92.84平方千米，而水域面積為0.00平方千米。當地共有人口160人，而人口密度為每平方千米1.72人。